# سیاسک
سیاسک محله ای در منطقه ۳ شهرداری بخش مرکزی شهرستان مشهد استان خراسان رضوی ایران است. اما متأسفانه امکانات شهری لازم را ندارد، مثلا جوانان این محل از پارک و فضای سبز، سالن و یا چمن ورزشی محروم اند.

## جمعیت
بر پایه سرشماری عمومی نفوس و مسکن در سال ۱۳۹۵ جمعیت این روستا ۴٬۳۱۱ نفر (۱٬۲۴۶خانوار) بوده‌است.